# Book of Shadows
Book of Shadows – debiutancki album solowy amerykańskiego gitarzysty Zakka Wylde’a. Wydawnictwo ukazało się 18 czerwca 1995 roku nakładem wytwórni muzycznej Geffen Records. Wylde’a w nagraniach wsparli basista James LoMenzo i perkusista Joe Vitale. Nagrania promował singel pt. „Between Heaven And Hell”, który dotarł do 28. miejsca listy Billboard Mainstream Rock Songs w Stanach Zjednoczonych.

## Lista utworów
Opracowano na podstawie materiału źródłowego.
| 1. „Between Heaven and Hell” – 03:25 2. „Sold My Soul” – 04:52 3. „Road Back Home” – 05:48 4. „Way Beyond Empty” – 05:25 5. „Throwin’ It All Away” – 05:47 6. „What You’re Look’n For” – 05:31 |  | 1. „Dead as Yesterday” – 02:51 2. „Too Numb to Cry” – 02:23 3. „The Things You Do” – 04:11 4. „1,000,000 Miles Away” – 06:28 5. „I Thank You Child” – 04:40 |